# Team Bondi
Team Bondi（/ˈbɒndaɪ/ BON-dy）是澳大利亚游戏开发商，总部位于悉尼。公司由创意总监布兰丹·麦克纳马拉创立，前身是2003年的Team Soho。工作室的首部也是唯一一部作品、动作冒险游戏《黑色洛城》于2005年7月公布。项目的开发工作最初由索尼互动娱乐资助监督，后期发行工作全数交由Rockstar Games处理。《黑色洛城》最初由Rockstar Games于2011年5月在PlayStation 3和Xbox 360平台发行，在商业成绩和口碑均不俗。就在工作室收获如潮好评的时候，多位员工出面指责公司工作环境恶劣，让该品牌负面新闻缠身，致使Rockstar Games在《黑色洛城》过后暂停合作。受此影响，该开发商无法为麦克纳马拉已经写好剧情的游戏寻找开发商。
2011年8月，公司资产及麦克纳马拉新游戏的知识产权被肯尼迪·米勒·米切尔收购。2011年8月31日，Team Bondi进入管理令程序，10月5日最终被清盘。多位Team Bondi前员工转介到肯尼迪·米勒·米切尔旗下的子公司KMM互动娱乐，开始围绕麦克纳马拉的剧本开发游戏，也就是后来的《东方妓女》。2013年4月，KMM互动娱乐倒闭，之后华纳兄弟互动娱乐暂停游戏的发行合作。政府在工作室关闭后挹注资金，也难让该项目逃离被取消的命运。2013年5月，Intuitive Games Studios宣布接任Team Bondi和KMM互动娱乐。

## 历史

### 成立
Team Bondi由布伦丹·麦克纳马拉于2003年中成立。麦克纳马拉曾在伦敦蘇豪區的索尼互動娛樂旗下子公司Team Soho工作，负责执导2002年游戏《大逃亡》。但后来决定回到母国澳大利亚自行成立工作室。这家名叫Team Bondi的工作室于2004年1月公布，麦克纳马拉聘任曾参与《大逃亡》开放工作的Team Soho前雇员，与索尼互动娱乐就面向“第三代PlayStation”硬件的游戏签订独家发行协议。

### 争议
2011年6月初，Team Bondi前员工设立“黑色洛城制作人员名单”（L.A. Noire Credits）网站，展示130名《黑色洛城》开发人员的名字，他们的名字在游戏制作人员名单及手册中被拼错或遗漏，其中大部分人在开发过程中辞职或遭解雇。同月，这群前员工在《悉尼先驱晨报》发表声明。据安德鲁·麦克米伦在IGN澳大利亚分站发表的文章《为什么〈黑色洛城〉要花七年时间去制作？》（Why Did L.A. Noire Take Seven Years to Make?），11名未具名的员工指工作室的管理风格、员工流动率、工作时间及条件影响到开发进程。另外，麦克米伦也采访了麦克纳马拉，了解他个人对匿名消息人士说法的观点。IGN澳大利亚的文章引起国际游戏开发者协会对Team Bondi发起调查，核实文章中的说法。协会董事长布莱恩·罗宾斯（Brian Robbins）表示，“一天12个钟头，漫长的困难时刻，如果这是真的，那就绝对不可接受，而且损害了涉事的个人、最终成品及整个行业”。
2011年7月，一名未具名的前Team Bondi员工向GamesIndustry.biz泄露了一系列机密电邮，附带员工对这些电邮的评论。另外，这位消息人士指Rockstar Games和Team Bondi之间的关系已经严重受损，他们相信Rockstar Games会对发行工作不屑一顾，拒绝发行他们之后的游戏。

### 倒闭

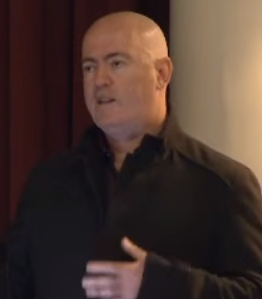
Team Bondi创办人兼创意总监布伦丹·麦克纳马拉

2011年8月初，消息指Team Bondi正找寻买家，而创办人麦克纳马拉被发现出现在澳大利亚电影工作室肯尼迪·米勒·米切尔的办公室附近，相信是前去洽谈收购事宜。2011年8月9日，肯尼迪·米勒·米切尔宣布收购Team Bondi全部资产，以及麦克纳马拉已写好剧本的一部作品的知识产权，Team Bondi当时全部的35名员工可以选择转投肯尼迪·米勒·米切尔。2011年8月31日，Team Bondi进入管理令管理令程序。在债权人的要求，Team Bondi于2011年10月5日正式清盘。清算人德弗里斯·泰耶（DeVries Tayeh）负责出售Team Bondi余下资产，偿还未偿债务。
Team Bondi共欠40位债权人140万澳元，其中75%为未付的工资或奖金。33名参与《黑色洛城》的员工共被拖欠1,074,283.28澳元的薪水或奖金，其中麦克纳马拉被欠102,495.16美元，总经理薇琪·洛德被欠99,155.21澳元，首席游戏程序员戴维·海洛尼缪斯（David Heironymus）被欠43,652澳元。Depth Analysis据报也被欠145,795.83澳元的款项。

### 接盘
Team Bondi清盘后，肯尼迪·米勒·米切尔将Team Bondi的员工合并到旗下子公司KMM互动娱乐（KMM Interactive Entertainment）。KMM互动娱乐总部设在悉尼，由科里·巴洛成立，帮助肯尼迪·米勒·米切尔进军电子游戏产业。该公司的首个项目是为KMM制作的动画电影、即将上映的《快乐的大脚2》制作配套游戏。新加入的众多Team Bondi开发者随即参与《快乐的大脚2》的制作。2011年11月28日，麦克纳马拉被肯尼迪·米勒·米切尔收购的知识产权作品、被麦克纳马拉形容为“20世纪最不为人知的伟大故事”的《东方妓女》宣布。麦克纳马拉被KMM互动娱乐再度委任为游戏的创意总监。肯尼迪·米勒·米切尔执行长乔治·米勒表示他对该项目保有热忱，指游戏是“四维叙事作品”，“简直等同一部小说，是一部可以在家体验的互动式电影”。同时，工作室计划在公共财政的支持下开发两部新游戏。
《东方妓女》是《黑色洛城》的精神续作，计划登陆Microsoft Windows、PlayStation 4和Xbox One平台，预计2015年发行。游戏名称暗指素有“东方巴黎”之称的上海，也就是游戏故事的发生地。华纳兄弟互动娱乐据称已签下《东方妓女》的发行协议，但于2012年12月宣告撤回。受此事及总投资问题影响，KMM互动娱乐于2013年4月倒闭，遣散全部员工。虽然公司未出面澄清，外界普遍认为《东方妓女》是因工作室倒闭而取消。尽管如此，游戏还是在2013年6月得到澳大利亚政府机构新南威尔士银幕挹注20万澳元资金。部分记者认为该举动相当不符合逻辑，因为游戏的开发进程之前就很慢，再加上现在游戏工作室已经倒闭，该机构的投资将没有用处。另外，《东方妓女》也在2013年9月引起争论，当时莫纳什市议员罗智勇（Jieh-Yung Lo）称自己被游戏的名称冒犯到，认为这是“对中华文化的大不敬”，打算向澳大利亚人权委员会报告此事。罗议员后来强调，是“Orient”（东方）这个词给他很大反应，而不是“Whore”（妓女）这个词。在他看来，“Orient”类似于用来指非裔美国人群体的N词。自那时起，《东方妓女》的消息就再也没有出现过。2014年6月，制作人德里克·普罗德（Derek Proud）在接受Gamehugs的一档播客节目专访时，被问到游戏眼下的状态，他表示自己没听过有关的消息，暗示游戏已经被取消。
与此同时，2013年5月28日，《东方妓女》首席设计师亚历克斯·卡莱尔（Alex Carlyle）和分镜画师凯利·贝金特（Kelly Baigent）宣布共同成立Intuitive Game Studios，接过Team Bondi和KMM互动娱乐的衣钵。卡莱尔表示希望留在澳大利亚，在国内的电子游戏行业打拼，而不是像他的同事那样移居加拿大，继续去做这样的冒险。之后卡莱尔的个人网站暗示这个两人的工作室将制作原创游戏《Canonical Five》。和《东方妓女》一样，这部游戏也获得新南威尔士银幕30,451澳元的补助。

## 开发游戏
| 年份 | 名称         | 开发平台                                                                          | 发行商         |
| ---- | ------------ | --------------------------------------------------------------------------------- | -------------- |
| 2011 | 《黑色洛城》 | Microsoft Windows、任天堂Switch、PlayStation 3、PlayStation 4、Xbox 360、Xbox One | Rockstar Games |